# Kornin (obwód rówieński)
Kornin (ukr. Корнин, Kornyn) – wieś na Ukrainie, w obwodzie rówieńskim, w rejonie rówieńskim, siedziba hromady. W 2001 liczyła 2363 mieszkańców, spośród których 2300 wskazało jako ojczysty język ukraiński, 55 rosyjski, 1 mołdawski, 3 białoruski, 1 słowacki, a 3 inny.
W okresie międzywojennym wieś znajdowała się w granicach II RP, wchodząc w skład gminy Równe w powiecie rówieńskim, w województwie wołyńskim.